# 2009 au Japon
Chronologie en Asie
2007 au Japon - 2008 au Japon - 2009 au Japon - 2010 au Japon - 2011 au Japon
2007 par pays en Asie - 2008 par pays en Asie - 2009 par pays en Asie - 2010 par pays en Asie - 2011 par pays en Asie

## Chronologie

### Janvier 2009
- Lundi 5 janvier 2009 : 
  - Le gouvernement japonais reproche à la Chine d'exploiter un gisement de gaz dans une zone contestée de la mer de Chine orientale, en violation d'un accord passé en juin 2008 entre les deux pays. Les deux pays étaient convenus de développer en commun deux gisements gaziers et de poursuivre les discussions sur deux autres, dans une région située à l'est de la province chinoise du Zhejiang et à l'ouest de l'archipel d'Okinawa (extrême sud)[réf. nécessaire].
  - Un thon rouge de 128 kg, ingrédient de base des sushis, a été vendu pour 9,6 millions de yens (75 000 euros) sur le marché de Tsukiji, soit le deuxième prix le plus élevé jamais payé dans l'archipel. Victime de surpêche depuis des années, le thon rouge est menacé en mer Méditerranée et dans l'océan Atlantique. Le quota total de prises va y être réduit de 30 % en deux ans, une mesure insuffisante pour préserver l'espèce selon les défenseurs de l'environnement et les scientifiques. Le Japon est de loin le plus gros importateur mondial[réf. nécessaire].

- Jeudi 8 janvier 2009 : Le groupe TDK de technologies de stockage informatique annonce la suppression de quelque 8 000 emplois à l'étranger pour raison de crise économique mondiale[1].

- Vendredi 9 janvier 2009 : Le groupe Kawasaki Heavy Industries annonce que Kawasaki ne participerait pas au championnat MotoGP à partir de 2009, afin de réduire ses coûts pour affronter la crise économique[2].

- Mardi 13 janvier 2009 : Selon l'institut Teikoku Databank, le nombre de faillites d'entreprises au Japon a bondi de 15,7 % en 2008 par rapport à 2007, à cause d'une forte augmentation dans la deuxième partie de l'année. Quelque 12 681 sociétés ont fermé, le plus souvent à cause des répercussions de la crise financière et économique mondiale, laissant un montant global de dettes de 11 911,3 milliards de yens (99 milliards d'euros), soit plus du double de celui enregistré en 2007. Ce bond s'explique en grande partie par le dépôt de bilan, accompagné d'une grosse ardoise, des filiales nippones de la banque d'affaires américaine Lehman Brothers[réf. nécessaire].

- Mercredi 14 janvier 2009 : Restructuration chez les nombreux fabricants japonais de téléphones mobiles alors que le marché japonais commence à marquer le pas, à un niveau inférieur à 50 millions d'unités par an. Certains, comme Sanyo ou Mitsubishi Electric, ont déjà abandonné la partie. Fujitsu tente de s'implanter à Taïwan[réf. nécessaire].

- Vendredi 16 janvier 2009 : 
  - Selon le gouverneur de la Banque du Japon, Masaaki Shirakawa, « l'économie mondiale, y compris les pays émergents qui se comportaient relativement bien encore récemment, ralentit rapidement » et « les marchés financiers mondiaux restent soumis, dans l'ensemble, à de fortes tensions ». L'économie japonaise « se détériore et fera probablement face à des conditions encore plus dures » en raison notamment d'un affaiblissement des exportations lié à la crise mondiale[réf. nécessaire].
  - La deuxième banque japonaise, Mizuho Financial Group, annonce une importante réorganisation de ses instances dirigeantes, avec le départ du PDG exécutif du groupe Mizuho et de deux importantes filiales, Mizuho Bank et Mizuho Corporate Bank, dès le 1er avril. Les institutions financières japonaises ont été jusqu'à relativement épargnées par la crise directement liée aux prêts hypothécaires à risque américains ("subprime"), mais elles sont désormais touchées par ricochet par la chute des bourses, la désorganisation du marché du crédit et la récession internationale[réf. nécessaire].

- Mardi 20 janvier 2009 : 
  - Le gouvernement japonais dégrade à nouveau pour le quatrième mois consécutif son diagnostic mensuel sur l'économie nationale, estimant que la situation « empire rapidement » et que l'activité industrielle ralentit clairement, suscitant des craintes accrues pour l'emploi et la consommation, en raison de la détérioration de la conjoncture mondiale qui affecte divers secteurs à un rythme exceptionnellement élevé. Les dépenses d'investissement « décroissent », la production et les bénéfices des entreprises « chutent fortement ». En décembre, le rapport avait constaté une baisse des expéditions de marchandises à l'étranger, manifestes depuis octobre[réf. nécessaire].
  - Le groupe automobile Toyota Motor, leader mondial, annonce une chute de 4 % de ses ventes sur l'année 2008, à 8,97 millions de véhicules, en raison du ralentissement économique et de la baisse de la demande. L'équipe de direction va être remplacée. Akio Toyoda (52 ans), petit-fils du fondateur de l'entreprise, va désormais occuper le poste de PDG en remplacement en juin de Katsuaki Watanabe, PDG depuis 2005[3]. Le groupe qui comprend les marques Toyota, Lexus, Daihatsu et Hino, a vendu 6,82 millions de véhicules de tous types à l'étranger (-4 %) et 2,15 millions au Japon (-5 %). L'exercice 2008-2009 devrait connaître la première perte d'exploitation de l'histoire du groupe. Rapidement le groupe n'emploiera plus aucun travailleur sous contrat à durée déterminée ou intérimaire, soit quelque six mille postes de travail[4].

- Jeudi 22 janvier 2009 : Le groupe d'électronique grand public Sony annonce un plan d'économies de 250 milliards de yens (2 milliards d'euros), passant notamment par la fermeture d'une usine de téléviseurs, afin de compenser les lourdes pertes qu'il s'attend à subir à cause de la crise. ce nouveau plan complète celui annoncé en décembre 2008 visant des réductions de coût de 100 milliards de yens à compter de 2009-2010 moyennant, quelque 16 000 suppressions de postes[5].

- Vendredi 23 janvier 2009 : Lancement de la fusée japonaise H-2A depuis la base de Tanegashima (sud) avec à son bord le premier satellite de collecte d'informations sur les gaz à effet de serre dans l'environnement terrestre. Le lanceur a été construit et sera exploité par le groupe industriel Mitsubishi Heavy Industries et doit placer en orbite le satellite « Ibuki », spécialement équipé pour observer la présence des gaz à effet de serre et leur impact sur notre planète[6].

- Mardi 27 janvier 2009 : 
  - Le gouvernement annonce son nouveau plan incluant l'injection de capitaux publics dans les entreprises pour 4 790 milliards de yens (40,6 milliards d'euros) destiné à relancer l'économie, et le versement d'aides aux ménages sous forme d'argent liquide. Ce dernier volet est très contesté[7].
  - Le groupe de services financiers Nomura Holdings, frappé de plein fouet par la crise financière mondiale, annonce une lourde perte nette trimestrielle de 342,9 milliards de yens (2,9 milliards d'euros)[8].
  - Un chalutier japonais, le No 38 Yoshi Maru, un navire de 122 tonnes avec dix membres d'équipage, a été arraisonné par les garde-côtes russes, alors qu'il pêchait le crabe en mer du Japon. L'incident a eu lieu à environ 480 km au nord de la préfecture de Tottori[réf. nécessaire].

- Mercredi 28 janvier 2009 : 
  - En décembre et janvier, la production de voitures est en chute importante dans des proportions de 20 à 40 %. Mais sur l'ensemble de l'année 2008, le repli est moindre : -2,9 % (9,23 millions d'unités) pour le groupe Toyota Motor (Toyota, Lexus, Hino, Daihatsu), -7,5 % (3,96 millions d'unités) pour le groupe Honda et moins 1,1 % (3,4 millions d'unités) pour le groupe Nissan[réf. nécessaire].
  - Le groupe d'électronique et des techniques de l'image Canon Inc. annonce un résultat bien pire que prévu dû à l'envolée du yen et à une demande affaiblie au dernier trimestre, à cause de la crise. Le groupe a dégagé un gain de 309,15 milliards de yens (2,6 milliards d'euros) contre 488 milliards en 2007, et une forte baisse de 8,6 % de son chiffre d'affaires à 4 094 milliards de yens. Pour 2009, il s'attend à un profit de 98 milliards de yens (-68,3 %) et à une chute du chiffre d'affaires de 14,5 % (3 500 milliards  de yens)[réf. nécessaire].
  - Le constructeur automobile Toyota annonce le rappel de 1,35 million de véhicules de trois modèles dans le monde, en raison de défauts affectant le système d'enroulement des ceintures de sécurité et/ou le pot d'échappement. Cette mesure concerne les modèles « Vitz », « Belta » et « Ractis » au Japon, et les modèles « Yaris Hutchback » et « Yaris Sedan » dans le reste du monde. (identiques aux "Vitz" et "Belta" mais commercialisés sous un nom différent) en Amérique du Nord, en Europe et ailleurs dans le monde. Les modèles concernés ont été fabriqués entre janvier 2005 et avril 2008[réf. nécessaire].

- Jeudi 29 janvier 2009 :
  - Quatre prisonniers condamnés à mort ont été pendus à Tokyo, Nagoya et Fukuoka[9]. En 2008, 15 condamnés à mort ont été pendus au Japon.
  - Le conglomérat industriel Toshiba annonce la prochaine suppression de 4 500 postes de travail d'ici fin mars pour faire face à la crise économique mondiale. Le plan de restructuration vise à réduire de 300 milliards de yens (2,5 milliards d'euros) ses coûts fixes. Le groupe s'attend à une perte nette de 280 milliards de yens (2,33 milliards d'euros) pour l'année 2008-2009[10].
  - Le constructeur d'engins de chantier Komatsu annonce une baisse de 25,2 % de son bénéfice net pour les neuf premiers mois de l'exercice 2008-2009, même si son chiffre d'affaires a légèrement augmenté de 0,8 % à 1 642,7 milliards de yens (13,7 milliards d'euros)[réf. nécessaire].

- Vendredi 30 janvier 2009 :
  - Fin 2008, le taux de chômage atteint 4,4 % (2,7 millions de chômeurs) contre 3,9 %, fin novembre, ce qui dépasse toutes les prévisions. La population active est de 66,01 millions d'individus (-0,4 %)[réf. nécessaire].
  - Le conglomérat Hitachi annonce la suppression de 7 000 emplois dans ses divisions électroniques. Le groupe s'attend à une perte de 700 milliards de yens (5,8 milliards d'euros) sur l'année 2008-2009[11].
  - La deuxième compagnie aérienne japonaise, All Nippon Airways, victime du ralentissement économique, s'attend à une perte nette de 9 milliards de yens (75 millions d'euros)[réf. nécessaire].

- Samedi 31 janvier 2009 : Le premier ministre Taro Aso annonce au sommet de Davos que le Japon allait accorder 17 milliards de dollars d'aide au développement à d'autres pays d'Asie pour faire face à la crise économique[12].

### Février 2009
- Mardi 3 février 2009 : 

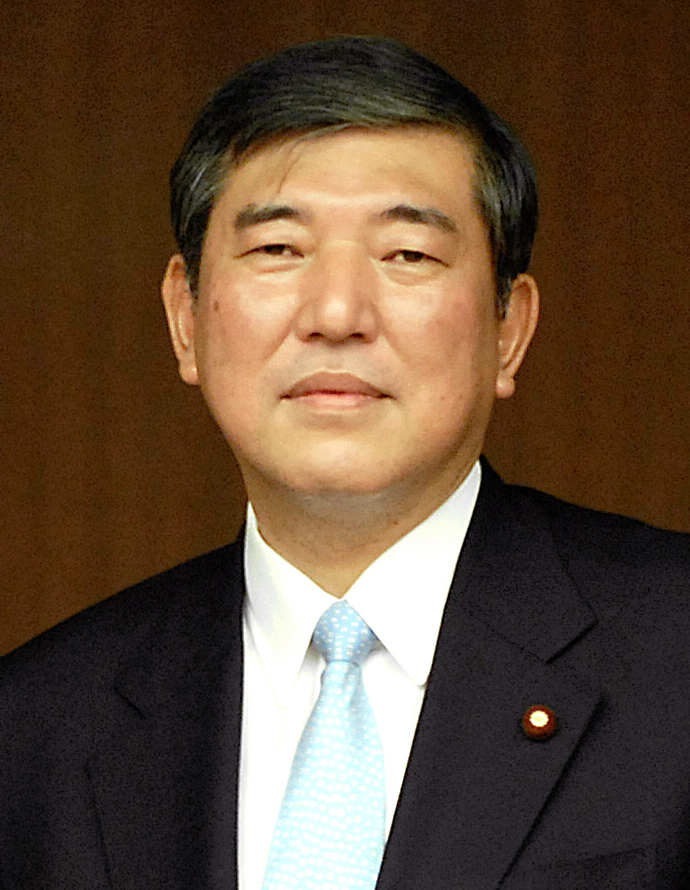
Shigeru Ishiba
(Novembre 2007)

  - Selon le ministre de l'Agriculture et de la Pêche, Shigeru Ishiba, le Japon refusera tout compromis de la Commission baleinière internationale qui lui interdirait de poursuivre sa pêche aux cétacés à visée « scientifique ». Le président de la CBI, William Hogarth, a proposé d'accorder aux pêcheurs japonais de quatre villes côtières le droit de chasser la baleine de Minke (rorqual)  près de ses côtes en échange d'une réduction substantielle de ses prises dans l'Antarctique[réf. nécessaire].
  - Le « gourou de la finance » Yoshiaki Murakami est condamné par la Cour d'appel de Tokyo à deux ans de prison avec sursis et à une amende de 1,15 milliard de yen (9,6 millions d'euros) pour un délit d'initié. Il a été reconnu coupable d'avoir acheté des actions du groupe de médias Nippon Broadcasting System (NBS) fin 2004 et début 2005 tout en sachant que le portail internet Livedoor, dirigé à l'époque par un autre « golden boy » déchu, Takafumi Horie, s'apprêtait à lancer une offre publique d'achat contre NBS[13].

- Mercredi 4 février 2009 : 
  - Le constructeur automobile Mazda Motor abaisse ses prévisions pour l'exercice 2008-2009, qu'il prévoit de terminer sur une perte nette de 13 milliards de yens (108 millions d'euros) alors qu'il prévoyait auparavant un bénéfice de 50 milliards. Son chiffre d'affaires a diminué de 16,7 % sur un an à 2 087,9 milliards de yens (17,4 milliards d'euros), et son bénéfice d'exploitation de 66,3 % à 36,5 milliards de yens (304 millions d'euros). Les ventes mondiales de Mazda ont reculé de 1 % sur un an à 964 000 unités. Des chutes des ventes de 10 % en Amérique du Nord et de 6 % au Japon ont été compensées par une hausse de 6 % en Europe et de 38 % en Chine[réf. nécessaire].
  - Le groupe de l'électronique et de l'électroménager Panasonic annonce qu'il allait supprimer 15 000 emplois dans le monde et fermer 27 usines pour faire face à l'aggravation de sa situation financière[14].
  - Le constructeur automobile Mitsubishi Motors annonce son retrait total des compétitions de rallye automobile, y compris du Dakar qu'il a remporté 12 fois et auquel il a participé 26 fois, en raison de la crise économique qui a amputé ses résultats financiers. Le constructeur qui subit comme tous ses concurrents un effondrement de ses ventes partout dans le monde, prévoit une perte nette de 60 milliards de yens (500 millions d'euros) sur l'exercice 2008-2009[15].
  - Un homme d'affaires japonais de 75 ans, Kazutsugi Nami, patron du groupe L&G est arrêté à Tokyo pour une gigantesque escroquerie à l'investissement portant sur au moins 126 milliards de yens (1,1 milliard d'euros), peut-être le double. Cette « pyramide » de type Madoff, offrant des rendements jusqu'à 36 % l'an, aurait fait 37 000 victimes, les fonds des nouveaux investisseurs servaient à payer les intérêts des plus anciens[16].

- Jeudi 5 février 2009 : 
  - Le n°1 mondial de l'automobile Toyota annonce prévoir une perte record de 350 milliards de yens (2,9 milliards d'euros) pour l'exercice 2008-2009, avec une perte d'exploitation trois fois pire que prévu[17].
  - Le constructeur de poids-lourds Isuzu annonce prévoir une perte nette de 15 milliards de yens (125 millions d'euros) au terme de l'exercice 2008-2009, à cause d'une chute de la demande et de la hausse du yen[réf. nécessaire].
  - Le groupe de produits électroniques Sharp annonce prévoir de lourdes pertes financières, à cause d'une chute de la demande et de la hausse du yen. Il annonce la suppression de 1 500 emplois et l'arrêt de lignes de production[18].
  - Le groupe de technologies de l'image et de systèmes médicaux Olympus annonce prévoir une perte nette de 45 milliards de yens (375 millions d'euros) au terme de l'exercice 2008-2009, à cause d'une chute de la demande et de la hausse du yen et de pertes financières de 30 milliards de yens, alors qu'il espérait un gain de 19 milliards de yens[19].

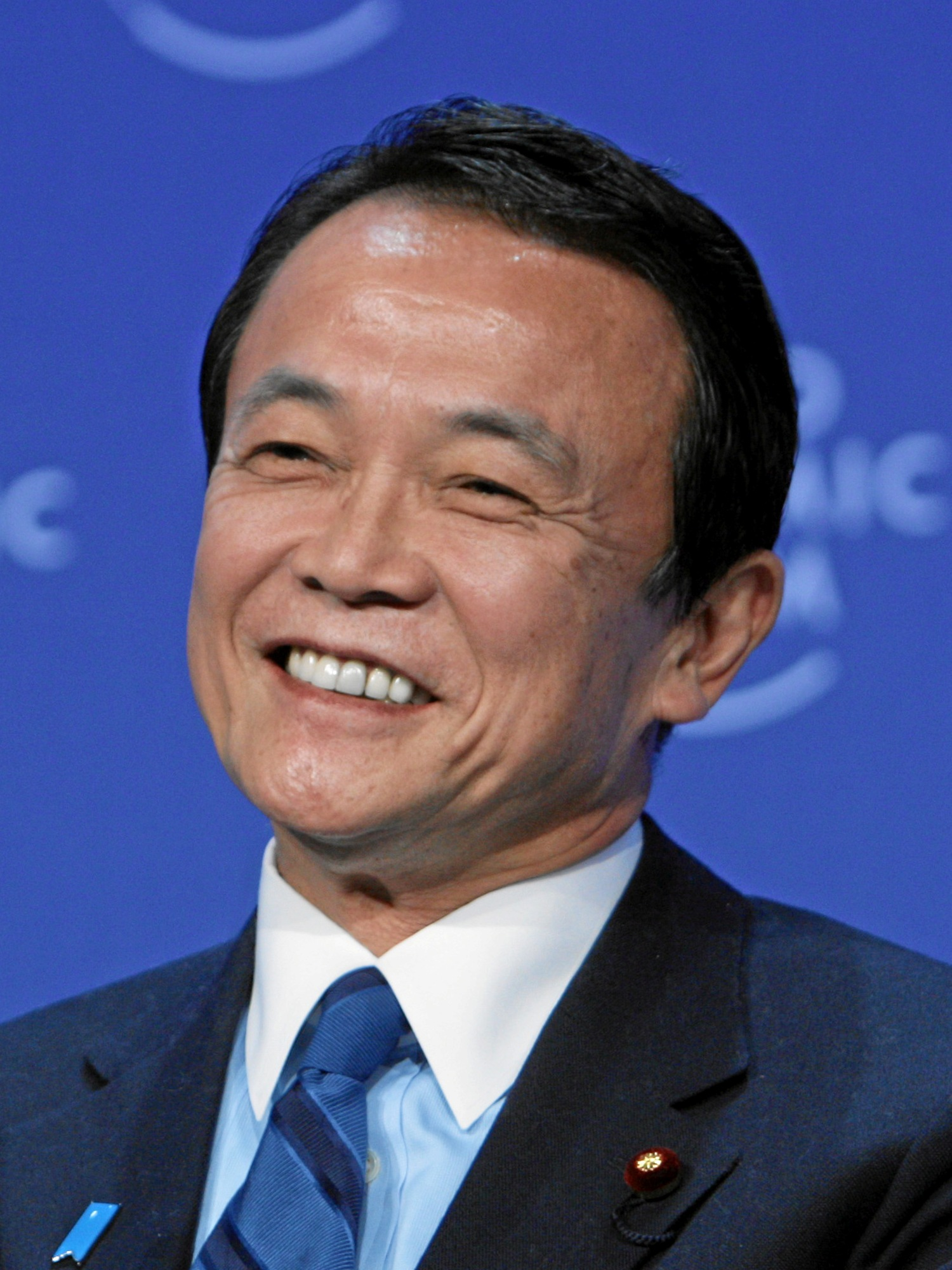
Taro Aso
(Janvier 2009)

- Vendredi 6 février 2009 : Le premier ministre Taro Aso annonce l'élaboration d'un « New Deal vert » pour contrecarrer la double menace du réchauffement climatique et de la crise économique. Le  plan de relance sera centré sur la lutte contre les gaz à effet de serre, le but étant de  réduire de 15 % d'ici 2020 les émissions de dioxyde de carbone par rapport aux niveaux de 1990. Un comité consultatif sur le réchauffement climatique, doit  recueillir  les avis d'un éventail de personnalités, notamment du monde des affaires, avant de proposer en juin des recommandations formelles à l'intention du premier ministre. Le projet pourrait nécessiter une multiplication par 20 de l'utilisation de l'électricité solaire et une hausse de 40 % de l'utilisation de véhicules propres de prochaine génération[20].

- Lundi 9 février 2009 : Le constructeur automobile Nissan annonce une perte de 1,35 milliard d'euros pour l'exerce terminant fin mars et la suppression de 20 000 emplois d'ici à mars 2010[21].

- Mardi 10 février 2009 : Le groupe de jeux Sega Sammy prévoit une perte nette de 21,5 milliards de yens (180 millions d'euros) pour l'année 2008-2009, à cause de frais supplémentaires de restructuration pour se défaire d'activités anémiées. Son chiffre d'affaires annuel ne sera que de 435 milliards de yens (3,65 milliards d'euros), contre 470 milliards auparavant espérés, et son profit d'exploitation plafonnera à 2,5 milliards au lieu de 15 envisagés. Au Japon, Sega Sammy prévoit de fermer 110  salles de divertissements multimédias sur les 350 en activité[réf. nécessaire].

- Mercredi 11 février 2009 : Le constructeur d'automobiles allemand Volkswagen annonce une alliance avec le groupe Toshiba axée sur le développement de moteurs qui doit l'aider à réaliser son ambition de devenir le premier constructeur de voitures électriques sûres et accessibles au plus grand nombre. La coopération portera sur le développement de moteurs électriques et d'appareils électroniques pour une nouvelle famille de véhicules : « L'objectif de Volkswagen est d'être le premier constructeur à proposer des solutions en série pour des véhicules électriques à zéro émission, abordables financièrement et sûrs »[22].

- Jeudi 12 février 2009 : Le  groupe  d'électronique Pioneer annonce une très importante restructuration avec abandon de certaines de ses activités et la suppression de 10 000 emplois dans le monde pour tenter de restaurer sa rentabilité sévèrement mise à mal par la crise économique mondiale. Le groupe prévoit une perte nette 2008-2009 de 130 milliards de yens (1,1 milliard d'euros) au terme de l'exercice 2008-2009. Il va se transformer en entreprise spécialisée en produits électroniques pour la voiture et procéder à des « restructurations drastiques » de sa division électronique grand public dont les téléviseurs[23].

- Vendredi 13 février 2009 : Le conglomérat industriel Hitachi annonce  être en négociation exclusive avec le département des Transports britannique « afin d'ajuster les détails en vue d'une commande » portant sur 1 400 wagons pour un  montant  évalué à 8,5 milliards d'euros, tout compris (matériel et entretien), livrables entre 2013 et 2018 dans le cadre du projet « Intercity Express Program » de renouvellement de flotte pour des lignes interurbaines[24].

- Lundi 16 février 2009 :  L'Agence d'exploration spatiale  (JAXA) et le conglomérat industriel Mitsubishi Heavy Industries (MHI)  dévoilent le corps de la nouvelle fusée H-2B, plus imposante que son aînée H-2A et destinée à envoyer dans les hautes sphères un « véhicule de transport » (HTV). D'un  tour de taille  de 5,2 mètres, elle  est équipée de deux réacteurs et quatre propulseurs auxiliaires (boosters)[25].

- Mardi 17 février 2009 :  

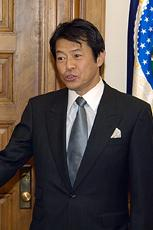
Shoichi Nakagawa
(Avril 2007)

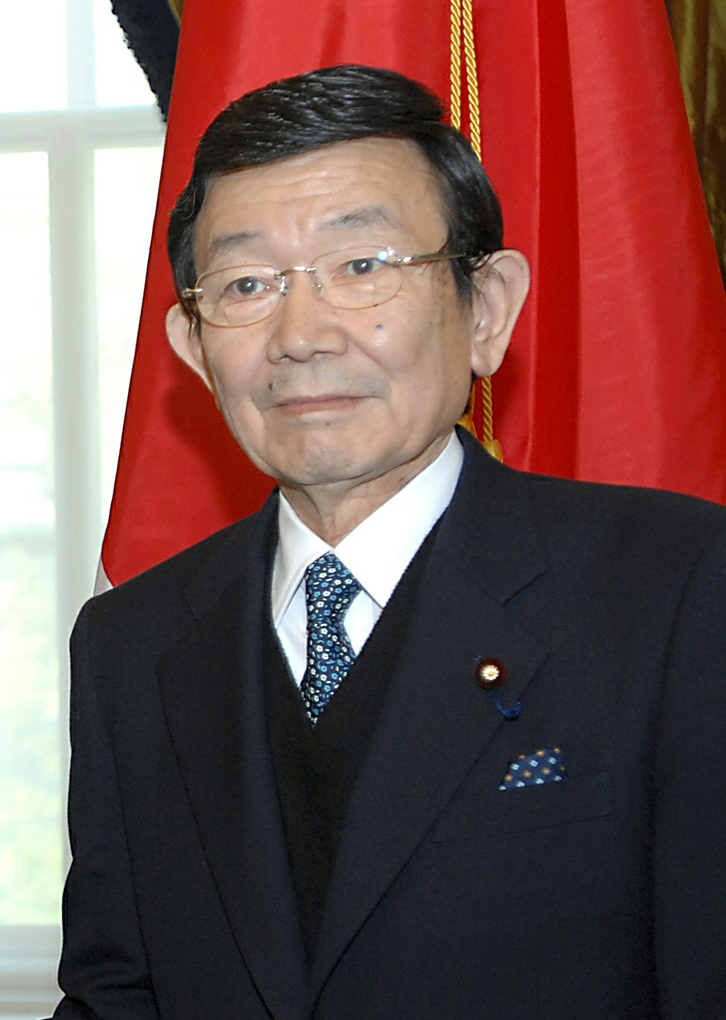
Kaoru Yosano
(avril 2009)

  - Le ministre des finances Shoichi Nakagawa annonce sa prochaine  démission. Connu pour son goût immodéré pour la boisson, il est apparu  en état d'ivresse lors d'une conférence de presse à la clôture de la réunion du G7, samedi à Rome. Il quittera ses fonctions après l'adoption par le Parlement du budget de l'État pour l'année 2009-2010. Il sera remplacé par Kaoru Yosano[26].
  - Un séisme sous-marin de magnitude 6,0 s'est produit à 40 km de profondeur au large de la préfecture d'Iwate, sans faire de dégâts ni de victimes[réf. nécessaire].
  - Le groupe d'équipements et services informatiques Fujitsu annonce la cession de  son activité de conception et fabrication de disques durs au groupe Toshiba[27].

- Jeudi 19 février 2009 : Le ministère des Affaires étrangères annonce la signature avec la  Suisse d'un accord de libre-échange qui prévoit la suppression des droits de douane, dans un délai de dix ans, sur 99 % des biens échangés entre le Japon et la Suisse, notamment les produits industriels et la plupart des produits agricoles. Il s'agit du premier traité de libre-échange jamais signé par le Japon avec un pays européen[28].

- Vendredi 20 février 2009 : Un Boeing 747 de la Northwest Airlines, en provenance de Manille est arrivé à l'aéroport de Narita, en ayant rencontré lors de son vol de grosses turbulences. Il atterrit avec une vingtaine de blessés dont dix grièvement qui ont été hospitalisées[29].

- Mercredi 25 février 2009 : La production d'automobiles des principaux constructeurs japonais a chuté de près de 50 % en janvier par rapport au même mois de 2008, Toyota (-42,6 %), Nissan (-54 %), Honda (33,5 %) et tous les autres se démenant pour écouler des stocks excédentaires sur fond de demande en berne[30].

### Mars 2009
- Dimanche 1er mars 2009 : Selon Greenpeace, qui dénonce les « risques de prolifération » nucléaire, un convoi maritime de combustible nucléaire MOX, mélange de plutonium et d'uranium, en provenance de l'usine de retraitement Areva de La Hague, doit prochainement quitter le port français de Cherbourg en milieu de semaine à bord de deux navires : « En un peu plus de deux mois, c'est 1,8 tonne de plutonium qui va traverser la planète, quantité permettant de fabriquer 225 bombes nucléaires ». Mais, selon une source française,  la cargaison ne peut être assimilée à du plutonium permettant de fabriquer des bombes, car « pour fabriquer une bombe » à partir du MOX « il faudrait d'abord avoir une installation pour séparer le plutonium de l'uranium. Et encore il n'en résulterait que du plutonium de qualité civile et non pas militaire ». Le dernier convoi de MOX de La Hague vers le Japon date de janvier 2001[31].

- Lundi 2 mars 2009 : 
  - Selon l'Association japonaise des concessionnaires automobiles (Jada), les immatriculations de véhicules neufs au Japon, hors mini-voitures, se sont effondrées de 32,4 % sur un an en février, marquant leur septième mois de recul d'affilée[32]. Les ventes de poids-lourds ont chuté de 35,2 %  et celles d'autobus de 3,7 % à 1.283 unités, quant aux ventes de mini-véhicules, elles ont reculé de 9,8 %.
  - La filiale japonaise d'Eurocopter annonce  la signature d'un contrat avec le ministère de la Défense japonais pour la fourniture de deux hélicoptères d'entraînement, 1re étape d'un programme pluriannuel qui prévoit la livraison échelonnée de 15 machines[33].

- Jeudi 5 mars 2009 : Le premier ministre Tarō Asō affirme que « l'économie se dégrade rapidement » et qu'il ne « voit pas le fond » de la récession que traverse actuellement le pays,  deuxième économie mondiale, frappée par l'effondrement de ses exportations. Le produit intérieur brut a reculé 12,7 % en rythme annuel, ce qui constitue la plus grave contraction économique depuis 1974[réf. nécessaire].

- Jeudi 26 mars 2009 : 
  - Le vice-ministre des Finances Koichi Hirata démissionne pour avoir cédé des actions en violation des règles imposées à sa fonction. Cette nouvelle démission est un revers pour le chef du gouvernement qui a déjà dû accepter il y a un mois de voir partir son ministre des Finances Shōichi Nakagawa, accusé d'ivresse lors d'une conférence de presse suivant un sommet du Groupe des Sept pays les plus riches (G7) à Rome[réf. nécessaire].
  - Un séisme de magnitude 6,0 s'est produit au large des côtes du Japon[34].

- Vendredi 27 mars 2009 : Le Japon est au bord d'une nouvelle déflation en raison notamment du recul des prix de l'énergie, alors que le gouvernement s'efforce d'empêcher une aggravation de la récession. Selon des statistiques officielles, les prix de détail hors produits frais sont restés inchangés par rapport au mois de janvier. En excluant les prix de l'énergie et l'alimentation, les prix ont, en revanche, enregistré une baisse de 0,1 %[35].

- Mardi 31 mars 2009 : 
  - Le taux de chômage a augmenté en février, à 4,4 % contre 4,1 % en janvier, alors que de nombreuses entreprises licencient massivement à cause de la crise économique mondiale[36].
  - Le premier ministre Tarō Asō annonce un nouveau plan de relance alors que la deuxième économie mondiale, frappée de plein fouet par la crise, vit sa pire récession depuis la fin de la guerre. Les nouvelles mesures mettront l'accent sur trois secteurs : les technologies environnementales et les produits économes en énergie, la santé et l'aide à la personne, et enfin les industries des contenus (animations, manga, musique "J-Pop"), la culture, la mode et le tourisme, afin d'accroître les marchés et la présence du Japon dans le monde. Selon les médias son montant devrait être d'au moins 10 000 milliards de yens (77 milliards d'euros)[réf. nécessaire].

### Avril 2009
- Lundi 6 avril 2009 : Le groupe de produits électroniques Sharp annonce une perte nette pour l'exercice mars 2008-2009, de 130 milliards de yens (970 millions d'euros) en raison d'importants coûts de restructuration. En mars 2007-2008, il avait réalisé un bénéfice net de 101,9 milliards de yens. La perte d'exploitation est de 60 milliards de yens et le chiffre d'affaires du groupe, est en recul de 16,6 % sur un an à 2 850 milliards de yens[37].

- Jeudi 9 avril 2009 : Le Premier ministre Taro Aso annonce les grandes lignes de sa stratégie économique visant à sortir le pays de la crise dont il espère qu'elle permettra de créer 1,4 à 2 millions d'emplois en trois ans. Elle consiste à redynamiser la demande intérieure et à faire du Japon un fer de lance dans les secteurs innovants. Il souhaite qu'une bonne partie des nouveaux emplois soient créés dans les secteurs de la santé et des énergies propres[réf. nécessaire].

- Mardi 14 avril 2009 : Le « Daiei Maru 11 », un chalutier de 135 tonnes a fait naufrage au large du port de Hirado et de l'île de Kyushu. Sur ses  « 22 membres d'équipage à bord, 12 sont portés disparus », les autres ont été secourus par d'autres pêcheurs croisant dans la zone[38].

- Mercredi 15 avril 2009 : Le gouvernement annonce l'octroi de 11,7 milliards de yens (environ 90 millions d'euros) pour la création d'un musée du Manga, le « Centre national pour les arts visuels », qui servira également d'archive nationale et de centre de formation. Le projet a été accueilli positivement par les universitaires, mais avec scepticisme par les professionnels et les spécialistes, qui demandent surtout des mesures pour lutter contre le déclin économique du secteur de l'anime (le dessin animé japonais) et du manga, dont les ventes baissent régulièrement depuis le pic de 2005-2006. Le Parti démocrate du Japon (centre gauche), principal parti d'opposition, s'est déclaré hostile au projet et a interpellé à plusieurs reprises le gouvernement sur le sujet[39].

- Vendredi 17 avril 2009 : 
  - Le conglomérat Toshiba annonce une perte nette plus importante que prévu de 350 milliards de yens (2,7 milliards €) pour l'année budgétaire mars 2008-2009 et annonce la suppression de 3 900 postes de travailleurs temporaires[40].
  - L'opérateur de services de diffusion de bouquets de télévision « Sky Perfect JSAT » choisit le lanceur européen Ariane 5 pour placer en orbite en 2013 le satellite JCSAT-13,  fabriqué par l'américain Lockheed Martin, et destiné à la diffusion de programmes de télévision et à des services de télécommunications pour le Japon et une partie de l'Asie[41].

- Mardi 28 avril 2009 : Le constructeur automobile, Honda Motor, annonce un  bénéfice net 2008-2009 en baisse de 77,2 % à 137 milliards de yens (1,1 milliard d'euros) avec une lourde perte au quatrième trimestre[42].

### Mai 2009
- Vendredi 1er mai 2009 :
  - Le taux de chômage est à 4,8 % en mars, son niveau le plus élevé depuis trois ans[43].
  - Retour vers la déflation, une première depuis septembre 2007, avec une baisse des prix de 0,1 % sur un an[réf. nécessaire].
  - La première banque japonaise, Mitsubishi UFJ Financial Group (MUFG), estime avoir subi une perte nette de 260 milliards de yens (2 milliards d'euros) pour l'exercice mars 2008-2009, alors qu'il espérait rester dans le vert[44].

- Lundi 4 mai 2009 : L'assureur américain AIG, sauvé de la faillite immédiate par les pouvoirs publics, annonce la vente de son siège au Japon pour environ 1 milliard de dollars; un immeuble de 15 étages situé en plein centre de Tokyo. AIG a reçu plus de 170 milliards de dollars d'aide fédérale et doit céder des actifs pour rembourser l'État fédéral américain[45].

- Vendredi 8 mai 2009 :
  - Le constructeur automobile Toyota annonce une perte nette de 436,9 milliards de yens (3,3 milliards d'euros) pour l'exercice mars 2008-2009 clos fin mars, pire que celle qu'il prévoyait[46].
  - Le ministère de la Santé annonce les 3 premiers cas de grippe H1N1 confirmés au Japon. Les personnes qui ont contracté le virus sont des passagers — deux étudiants et un enseignant — arrivés à l'aéroport international Narita de Tokyo en provenance du Canada par un vol venant de Detroit aux États-Unis[réf. nécessaire].

- Mardi 12 mai 2009 : Le constructeur automobile Nissan Motor annonce une perte nette de 233,7 milliards de yens (1,62 milliard d'euros) pour l'exercice mars 2008-2009, la première depuis que Carlos Ghosn est devenu PDG du groupe[47].

- Vendredi 15 mai 2009 : Le groupe d'électronique et d'électroménager Panasonic (ex Matsushita) annonce une perte nette de 379 milliards de yens (2,9 milliards d'euros) pour l'exercice mars 2008-2009, déficit dû à une chute de ses ventes et profits et à des mesures de restructuration. Panasonic avait annoncé en février qu'il allait supprimer 15 000 emplois dans le monde et fermer 27 usines[48].

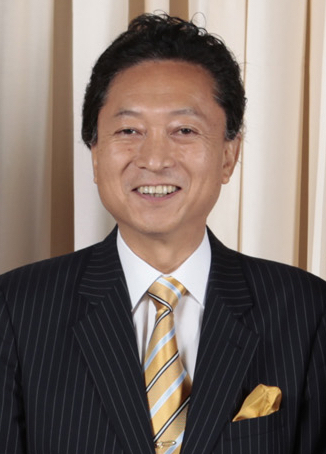
Yukio Hatoyama
(septembre 2009)

- Samedi 16 mai 2009 : Le Parti démocrate du Japon (PDJ), principale formation d'opposition, élit son nouveau président, Yukio Hatoyama (62 ans), pour mener la campagne des prochaines élections. Il était le bras droit du président sortant, Ichiro Ozawa, contraint de démissionner à la suite d'un scandale de financement politique occulte. Il a obtenu 124 grandes voix contre 95 pour le vice-président du parti, Katsuya Okada (55 ans), favori des sondages d'opinion en raison de son intégrité. Seuls les députés et sénateurs du PDJ ont été autorisés à participer à cette élection[49].

- Dimanche 17 mai 2009 : Le nombre de cas confirmés de grippe H1N1 est de 80, pour la plupart des lycéens, étudiants et enseignants, habitant les préfectures d'Osaka et Hyôgo. De nombreuses familles ont dû être contaminées[réf. nécessaire].

- Mardi 19 mai 2009 :
  - Le nombre de cas confirmés de grippe H1N1 est de 191, essentiellement dans les préfectures d'Osaka et Hyôgo, où se trouve Kobé. Plus de 4 400 écoles, collèges et lycées ont été fermées pour tenter d'enrayer l'épidémie, mais contrairement aux consignes données demandant aux lycéens de rester chez eux, beaucoup d'entre eux en ont profité pour se rendre dans des salons de karaoké. Les experts en virologie estiment que le virus s'est probablement déjà propagé à d'autres régions de l'archipel, y compris à la mégapole du grand Tokyo, qui avec ses quelque 36 millions d'habitants constitue l'agglomération la plus peuplée du monde[réf. nécessaire].
  - Le fabricant de téléphones mobiles Sony Ericsson, coentreprise entre le japonais Sony et le suédois Ericsson, en lourde perte, a besoin de lever au moins 100 millions d'euros cette année[50]. En avril, Sony Ericsson avait annoncé la suppression de 2 000 emplois supplémentaires. Sur l'exercice mars 2008-2009, la perte serait de 73 millions d'euros contre un bénéfice de 1,1 milliard lors de l'exercice précédent, et avec un chiffre d'affaires en baisse d'un tiers. Depuis quelques années, Sony Ericsson tente de se développer dans les pays émergents pour réduire sa dépendance vis-à-vis du marché européen, proche de la saturation, mais a pâti de la crise qui a réduit la demande.

- Mardi 26 mai 2009 : Le groupe des technologies de l'image Nikon annonce la suppression de 1 000 postes (dont 200 à l'étranger) dans le cadre d'une réorganisation de filiales, afin d'économiser 8 milliards de yens (62 millions d'euros) sur ses coûts fixes annuels[51].

- Vendredi 29 mai 2009 : Le taux de chômage atteint 5,0 % au Japon qui a aussi poursuivi son retour à la déflation, avec une baisse des prix à la consommation hors produits frais de 0,1 % par rapport à ceux du mois d'avril 2008[réf. nécessaire].

### Juin 2009
- Mercredi 3 juin 2009 : Japan Airlines a dû annuler plus 30 vols sur les lignes intérieures au départ de l'aéroport de Tokyo-Haneda et en retarder 63 autres à cause d'une panne de son système informatique d'enregistrement des passagers, dû à une mise à jour logicielle effectuée dans la nuit[réf. nécessaire].

- Jeudi 4 juin 2009 : Un chauffeur de bus, condamné pour le meurtre d'une fillette, a été innocenté et libéré après avoir passé 17 ans en prison, une nouvelle analyse ayant révélé que son ADN ne correspondait pas à celle du tueur[52].

- Vendredi 5 juin 2009 : Un séisme de magnitude 6,3 s'est produit à 70 kilomètres et  à 20 km de profondeur, au large de l'île de Hokkaidō, zone de Tokachi, sans  faire ni victime, ni dégât[53].

- Mercredi 10 juin 2009 : Le premier ministre Taro Aso annonce que le Japon réduirait de 15 % ses émissions de gaz à effet de serre d'ici à 2020, comparé à 2005. Cinquième émetteur mondial de gaz à effet de serre, le Japon était l'un des derniers grands pays industrialisés, avec la Russie, à ne pas avoir annoncé d'objectif de réduction d'ici à 2020, dans l'optique de Copenhague où doit être négocié un accord pour succéder au protocole de Kyoto[54].

- Vendredi 19 juin 2009, Kyushu : Mort du doyen de l'humanité, Tomoji Tanabe, âgé de 113 ans, est mort aujourd'hui à son domicile dans le sud de l'archipel, a annoncé un responsable local. Le pays compte plus de 36 000 centenaires, dont 86 % de femmes. La doyenne de l'humanité, pour les deux sexes, reste l'Américaine Gertrude Baines, âgée de 115 ans[55].

- Mardi 23 juin 2009 :
  - Le Français Carlos Ghosn (55 ans) a été reconduit pour 2 ans à la tête du troisième constructeur automobile japonais, Nissan, par l'assemblée générale des actionnaires. Il est également le PDG du constructeur français Renault, qui contrôle 44 % de Nissan. Nissan a subi, lors de l'exercice 2008-2009 clos fin mars, sa première perte nette, la crise économique mondiale ayant provoqué une sévère dégringolade des ventes. Nissan, qui prévoit de rester dans le rouge en 2009-2010, mise notamment, pour sa croissance future, sur les voitures électriques et devrait dévoiler cet été son premier modèle appelé à être commercialisé massivement à partir de 2012[56].
  - Le constructeur automobile Toyota, n°1 mondial, remplace le PDG actuel Katsuaki Watanabe par Akio Toyoda, membre de la famille fondatrice. Le groupe annonce le lancement d'une voiture tout électrique à pile à combustible à l'horizon 2015, une technologie jugée très écologique, sur le principe d'une électrolyse inversée,  afin de rester à l'avant-garde dans le domaine des véhicules propres[57].
  - Un avocat japonais dénonce le sort réservé à des apprentis de pays asiatiques venus se former au Japon, évoquant des cas de « travail forcé » et de surmenage ayant conduit à la mort de 16 personnes en un an. En vertu d'un programme japonais d'aide aux économies émergentes asiatiques, les entreprises du BTP, de l'agro-alimentaire ou de l'industrie textile peuvent faire venir des apprentis dans l'archipel, pour une durée déterminée et à un salaire moins élevé que les salariés habituels. Quelque 177 000 étrangers, notamment Chinois, Indonésiens et Philippins, travaillent comme apprentis au Japon dans le cadre de ce programme[58].

- Vendredi 26 juin 2009 : Les prix à la consommation hors produits périssables ont reculé de 1,3 % en mai, la plus forte baisse jamais enregistrée au Japon, selon le ministère des Affaires intérieures. Ce recul, le troisième d'affilée après -0,1 % en mars et en avril, confirme la forte accélération de la déflation dans la deuxième économie mondiale, confrontée à une baisse drastique de la demande intérieure et à une forte détérioration des conditions d'emploi. La plupart des économistes prédisent que la déflation persistera encore plusieurs mois au Japon, en raison de la frilosité des consommateurs et des capacités de production largement excédentaire des entreprises. L'économie japonaise a déjà été rongée par la déflation entre 1997 et 2006 environ, après l'éclatement au début des années 90 d'une gigantesque bulle spéculative immobilière et boursière[59].

- Mardi 30 juin 2009 : Le taux de chômage au Japon a atteint 5,2 % en mai, soit 3,47 millions de chômeurs (+ 28,5 % en un an), son plus haut niveau depuis septembre 2003, pour une population active de 66,89 millions de personnes, selon le ministère des Affaires intérieures. Frappées par la chute brutale des exportations pour cause de crise économique mondiale, les entreprises japonaises ont massivement licencié au cours des derniers mois et le marché du travail s'est fortement dégradé. Malgré cette morosité sur le marché de l'emploi, la consommation des ménages en mai a augmenté pour la première fois depuis 16 mois (+0,3 % sur un an) grâce aux mesures de relance de la consommation récemment mises en œuvre par le gouvernement[60].

### Juillet 2009
- Mercredi 1er juillet 2009 : Le sénateur conservateur Yoshimasa Hayashi est nommé au poste de ministre de la Politique économique et budgétaire en remplacement de Kaoru Yosano, qui conserve les portefeuilles de ministre des Finances et des Services financiers[61].

- Jeudi 2 juillet 2009 :
  - Alors qu'une délégation américaine est à Pékin pour discuter de l'application d'une résolution de l'ONU adoptée après l'essai nucléaire de la Corée du Nord, cette dernière a tiré trois missiles sol-mer à courte portée au large de sa côte est, vers le Japon. Le premier ministre japonais Taro Aso a considéré ces tirs comme un « acte de provocation »[62].
  - Le diplomate Yukiya Amano a été élu à la tête de l'Agence internationale de l'énergie atomique (AIEA), où il succédera en septembre à l'Égyptien Mohamed ElBaradei[63]. Spécialiste des questions de désarmement et de prolifération, Yukiya Amano a recueilli 23 voix contre 11 et une abstention, après trois tours qui n'avaient pas permis de dégager la majorité qualifiée requise.

- Vendredi 3 juillet 2009 :

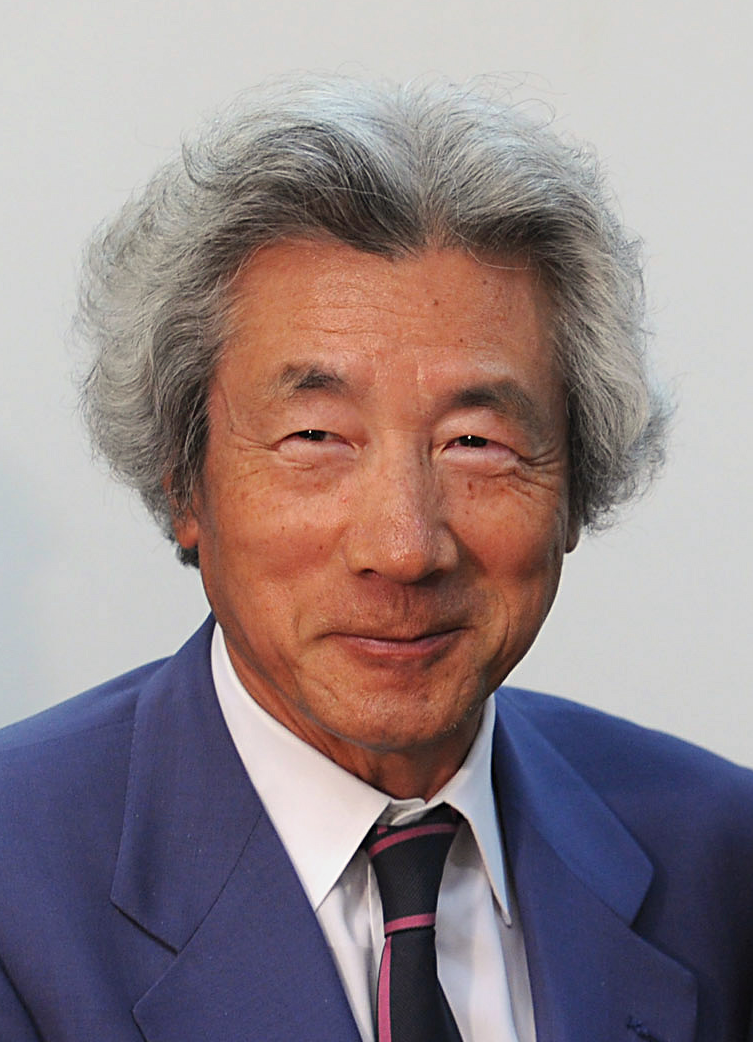
Junichiro Koizumi
(mars 2010)

  - Le taux de popularité du premier ministre Taro Aso passe sous la barre des 20 %. Les observateurs estime que le Parti libéral démocrate (conservateurs), qui dirige le Japon depuis plus d'un demi-siècle, est en plein désarroi à quelques semaines d'élections cruciales, avec un Premier ministre impopulaire face à une opposition menée par le Parti démocrate du Japon. Le déclin du parti conservateur a commencé après le départ en 2006 du très populaire premier ministre Junichiro Koizumi. Trois chefs de gouvernement lui ont succédé à un an d'intervalle. Contraint de gérer la plus grave crise depuis la fin de la Deuxième Guerre mondiale, Taro Aso a vu son capital de sympathie auprès du public fondre à mesure qu'il multipliait les gaffes et les volte-face et montre un évident « manque de commandement »[64].
  - L'administration fiscale réclame, aux deux filiales japonaises d'Amazon (ventes et logistiques), environ 119 millions de dollars pour n'avoir pas déclaré des revenus pendant trois années. Les revenus ont été déclarés aux États-Unis par la société Amazon International[65].

- Mercredi 8 juillet 2009 :
  - Les faillites d'entreprises recensées se sont montées à 7 023 pour le premier semestre 2009 (6 022 1er sem. 2008 et 6 659 2e sem. 2008), à cause notamment de difficultés de financement dans le secteur de la construction immobilière et de la chute d'activité pour les sous-traitants de l'industrie. Il s'agit du septième trimestre d'augmentation d'affilée par rapport au précédent. Les faillites de ce semestre ont totalisé un montant impayé de 4 594 milliards de yens (34,5 milliards d'euros)[66].
  - Le virus de la grippe H1N1 a contaminé plus de 2 000 personnes dans 47 préfectures sur 48, mais n'a fait aucun décès[réf. nécessaire].

- Vendredi 17 juillet 2009, Hokkaidō : Dix alpinistes, qui effectuaient l'ascension du mont Tomuraushi (2 141 mètres) et du mont Bieidake (2 052 mètres), sont morts d'hypothermie, après que la température eut brusquement chuté en raison d'un vent violent et de fortes pluies[67].

- Mardi 21 juillet 2009 : Des pluies diluviennes ont provoqué de nombreux glissements de terrain dans les préfectures de Yamaguchi et de Tottori. 6 personnes sont mortes et 10 autres sont disparues. Plus de 1 270 maisons sont endommagées[68].

- Mercredi 22 juillet 2009 : Le nombre de cas de grippe A(H1N1) au Japon est de 5 031 cas avérés, mais aucun décès n'a été enregistré[réf. nécessaire].

- Lundi 27 juillet 2009 : Les pluies torrentielles du week-end, provoquant glissements de terrain et inondations, ont fait au moins 10 morts dans l'ouest[69].

### Août 2009
- Dimanche 30 août 2009 : élections législatives. Le principal parti d'opposition, le Parti démocrate du Japon (PDJ), remporte la majorité absolue à la Chambre des représentants (308 sièges sur 480)[70].

### Septembre 2009
- Mercredi 16 septembre 2009 : Yukio Hatoyama, président du PDJ vainqueur des élections du 30 août, est officiellement investi Premier ministre du Japon par la Diète[71].

### Novembre 2009
- Vendredi 13 novembre 2009 :
  - Visite du président américain Barack Obama jusqu'au 15[72].
  - Une vague importante renverse le ferry « Ariake » en mer de Kumano. Tous les passagers et l'équipage ont pu être secourus[73].